# Saint-Jean-le-Blanc (Calvados)
Saint-Jean-le-Blanc és un municipi francès situat al departament de Calvados i a la regió de Normandia. L'any 2007 tenia 323 habitants.

## Demografia

### Població
El 2007 la població de fet de Saint-Jean-le-Blanc era de 323 persones. Hi havia 120 famílies de les quals 27 eren unipersonals (23 homes vivint sols i 4 dones vivint soles), 39 parelles sense fills, 46 parelles amb fills i 8 famílies monoparentals amb fills.
La població ha evolucionat segons el següent gràfic:
Habitants censats

### Habitatges
El 2007 hi havia 157 habitatges, 127 eren l'habitatge principal de la família, 19 eren segones residències i 11 estaven desocupats. 156 eren cases i 1 era un apartament. Dels 127 habitatges principals, 98 estaven ocupats pels seus propietaris, 25 estaven llogats i ocupats pels llogaters i 4 estaven cedits a títol gratuït; 9 tenien dues cambres, 14 en tenien tres, 25 en tenien quatre i 80 en tenien cinc o més. 95 habitatges disposaven pel capbaix d'una plaça de pàrquing. A 63 habitatges hi havia un automòbil i a 59 n'hi havia dos o més.

### Piràmide de població
La piràmide de població per edats i sexe el 2009 era:
| Homes | Edats   | Dones |
| ----- | ------- | ----- |
| 0     | 95 o +  | 0     |
| 0     | 90 a 94 | 4     |
| 4     | 85 a 89 | 0     |
| 0     | 80 a 84 | 0     |
| 8     | 75 a 79 | 12    |
| 8     | 70 a 74 | 4     |
| 4     | 65 a 69 | 8     |
| 16    | 60 a 64 | 16    |
| 8     | 55 a 59 | 0     |
| 20    | 50 a 54 | 12    |
| 12    | 45 a 49 | 12    |
| 12    | 40 a 44 | 8     |
| 8     | 35 a 39 | 4     |
| 8     | 30 a 34 | 8     |
| 4     | 25 a 29 | 4     |
| 12    | 20 a 24 | 8     |
| 8     | 15 a 19 | 8     |
| 12    | 10 a 14 | 16    |
| 16    | 5 a 9   | 20    |
| 4     | 0 a 4   | 4     |

## Economia
El 2007 la població en edat de treballar era de 202 persones, 143 eren actives i 59 eren inactives. De les 143 persones actives 136 estaven ocupades (71 homes i 65 dones) i 8 estaven aturades (2 homes i 6 dones). De les 59 persones inactives 22 estaven jubilades, 17 estaven estudiant i 20 estaven classificades com a «altres inactius».

### Ingressos
El 2009 a Saint-Jean-le-Blanc hi havia 132 unitats fiscals que integraven 335 persones, la mediana anual d'ingressos fiscals per persona era de 14.667 €.

### Activitats econòmiques
Dels 10 establiments que hi havia el 2007, 1 era d'una empresa de fabricació de material elèctric, 1 d'una empresa de construcció, 2 d'empreses de comerç i reparació d'automòbils, 2 d'empreses de transport, 1 d'una empresa d'hostatgeria i restauració, 1 d'una empresa de serveis i 2 d'entitats de l'administració pública.
Dels 2 establiments de servei als particulars que hi havia el 2009, 1 era una oficina de correu i 1 guixaire pintor.
L'any 2000 a Saint-Jean-le-Blanc hi havia 35 explotacions agrícoles que ocupaven un total de 1.134 hectàrees.

## Equipaments sanitaris i escolars
El 2009 hi havia una escola elemental.

## Poblacions més properes
El següent diagrama mostra les poblacions més properes.